# 金尾實
金尾 實（かなお みのる、1914年7月30日 - 1993年8月7日）は、日本の経営者。日本鋼管社長を務めた。富山県富山市出身。

## 経歴・人物
1938年に早稲田大学商学部を卒業し、同年に日本鋼管に入社した。1965年12月に人事部長に就任し、取締役、常務、専務を経て、1978年に副社長に就任し、1980年6月に社長に昇格した。1985年6月から相談役を務めた。
1988年4月に勲一等瑞宝章を受章した。
1993年8月7日心不全のために死去。79歳没。